# Старые Каинары
Старые Каинары также Кэинарий Векь (рум. Căinarii Vechi) — село в Сорокском районе Молдавии. Является административным центром коммуны Старые Каинары, включающей также село Флоричены.

## Этимология
Село существует как минимум с 1570 года, что засвидетельствовано со времен второго правления Александру Лэпушняну. Название села Кайнар вероятнее всего происходит от реки Кайнар. С татарского языка слово Кайнар означает «горячий». Под названием Кайнарий Векь (то есть Старый Кайнар) село известно с 1812 года.

## География
Село расположено на высоте 128 метров над уровнем моря.

## Население
По данным переписи населения 2004 года, в селе Кэинарий Векь проживает 3041 человек (1438 мужчин, 1603 женщины).
Этнический состав села:
| Национальность | Число жителей | Процентный состав |
| -------------- | ------------- | ----------------- |
| молдаване      | 1730          | 56,89             |
| украинцы       | 1262          | 41,5              |
| русские        | 25            | 0,82              |
| румыны         | 14            | 0,46              |
| цыгане         | 4             | 0,13              |
| гагаузы        | 2             | 0,07              |
| прочие         | 4             | 0,13              |
| Всего          | 3041          | 100 %             |

По данным переписи населения 2014 года, в селе Кэинарий Векь проживает 2672 человека (1238 мужчин, 1434 женщины)
Преобладающий этнический состав села:
Молдаване - 1 783 человек - 67.3%
Украинцы - 792 человек - 29.9%
Ромы (Цыгане) - 31 человек - 1.2%

## Достопримечательности
В селе действует церковь Рождества Богородицы. Первая церковь села была построена в 1789 году из дерева и покрыта камышом. Нынешняя церковь была построена из камня в 1886 году.